# Roc de Peirafita
El Roc de Peirafita és una muntanya de 1.569,31 metres d'altitud del límit dels termes de les comunes de Noedes i Orbanyà, totes dues de la comarca del Conflent, a la Catalunya del Nord.
És a la zona sud-oest del terme d'Orbanyà i a la nord-est de la de Noedes.
És en una de zona molt concorreguda pels excursionistes de la Catalunya del Nord.